# Makora detrita
Makora detrita là một loài nhện trong họ Amphinectidae. Loài này phân bố ở New Zealand.